# ВЕС Гое-Зе
ВЕС Гое Зе (нім. Hohe See) — німецька офшорна вітроелектростанція, введена в експлуатацію в жовтні 2019 року.
Місце для ВЕС обрали в Північному морі за 98 км від узбережжя країни та за 90 км на північ від острова Боркум (частина Фризького архіпелагу). Реалізацією проекту оціночною вартістю 1,8 млрд євро спершу одноосібно займалась компанія із Баден-Вюртембергу EnBW, яка прийняла щодо нього остаточне інвестиційне рішення наприкінці 2016 року. У лютому 2017-го канадська Enbridge викупила в неї частку розміром 49,9 %.
Для станції обрали фундаменти монопального типу, при цьому вага однієї 70-метрової палі становитиме 1500 тонн. До неї кріпитиметься перехідний елемент довжиною 30 метрів. Для монтажу цих об'єктів законтрактована компанія GeoSea (входить до бельгійської групи DEME), яка найімовірніше залучить самопідіймальне судно Innovation.
Виробництво вітрових турбін виконано на заводі компанії Siemens в Куксгафені у 2018 році, а їх монтаж —  на початку 2019-го. Роботи виконала компанія Fred Olsen Windcarrier, котра може використати для цього одне зі своїх спеціалізованих суден — Bold Tern або Brave Tern.
У складі ВЕС збудована офшорна трансформаторна підстанція, котра підіймає напругу з 33 до 155 кВ. Її ґратчаста опорна основа («джекет») важе 3100 тонн. Далі продукція ВЕС подається на вузлову офшорну підстанцію BorWin 3, яка перетворюватиме змінний струм у постійний для транспортування на берег за допомогою технології HVDC (лінії постійного струму високої напруги).
Обрані для станції вітрові турбіни типу SWT-7.0-154 мають одиничну потужність 7 МВт та діаметр ротора 154 метри. Всього в районі з глибинами моря до 40 метрів на площі 42 км2 розміщено 71 вітровий агрегат, змонтований на баштах висотою 105 метрів. За рік вони мають виробляти майже 2 млрд кВт-год електроенергії.